# Превала
Пре́вала (болг. Превала) — село в Монтанській області Болгарії. Входить до складу общини Чипровці.

## Населення
За даними перепису населення 2011 року у селі проживали 445 осіб.
Національний склад населення села:
| Національність   | Кількість осіб | Відсоток |
| ---------------- | -------------- | -------- |
| болгари          | 439            | 98,9%    |
| турки            | 0              | 0%       |
| інша             | 3              | 0,7%     |
| Всього відповіли | 444            |          |

Розподіл населення за віком у 2011 році:
Динаміка населення: